# Julius Gehl

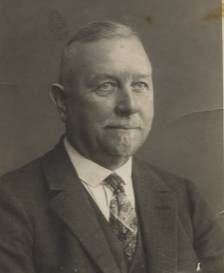
Julius Gehl

Julius Gehl (* 4. Juli 1869 in Bromberg; † 13. Dezember 1939 in Danzig-Zoppot) war ein deutscher Gewerkschafter und Politiker (SPD und Sozialdemokratische Partei der Freien Stadt Danzig) in Danzig.

## Leben
Julius Gehl war der Sohn eines Maurers und besuchte von 1875 bis 1883 die Seminarschule in Bromberg; 1884–1887 Maurerlehre in Bromberg, dann auf Wanderschaft und Wehrdienst.
1890–1908 Angestellter und Mitglied des Hauptvorstandes der Freien Vereinigung der Maurer Deutschlands mit Sitz in Berlin. Von 1908 bis Juni 1912 angestellter Gauleiter des Maurerverbandes mit Sitz in Bromberg, später Danzig. Ab 1911 Vorsitzender des Gewerkschaftskartells in Bromberg. Von Juli 1912 bis April 1919 Bezirksparteisekretär für Westpreußen mit Sitz in Danzig, zugleich Vorsitzender der SPD-Bezirksorganisation und 1917–1918 nebenamtlicher Redakteur der Danziger Volkswacht. 1921 übernahm Arthur Brill den Vorsitz der Sozialdemokratischen Partei der Freien Stadt Danzig.
Ab 1914 war er Firmenträger der Volkswacht und Vorsitzender des SPD-Bildungsausschusses in Danzig. 
Von 1915 bis 1918 Mitglied der Preisprüfstellen des Regierungsbezirks Danzig. Von Mai 1919 bis Januar 1920 Reichskommissar für Westpreußen und den Netze-Distrikt. 1919 wurde er zudem für den Wahlkreis 2 (Provinz Posen-Westpreußen) in die Weimarer Nationalversammlung gewählt.
Von 1924 bis 1936 war Gehl Geschäftsführer des Verlages der Volksstimme in Danzig. Ab 1920 gehörte er dem Staatsrat von Danzig an. Von Juni 1923 bis Januar 1924 und von Dezember 1930 bis März 1931 war Gehl Präsident des Volkstages der Freien Stadt Danzig; in anderen Zeiträumen (1923, 1924–1930 und 1933) auch Vizepräsident des Parlaments. In den Jahren 1925–1926, 1928–1930 und 1933 gehörte Gehl als Vizepräsident dem Senat der Freien Stadt Danzig an. Zwischen 1920 und 1933 war er – mit Unterbrechungen – Vorsitzender der SPD-Volkstagsfraktion.